# Lupa

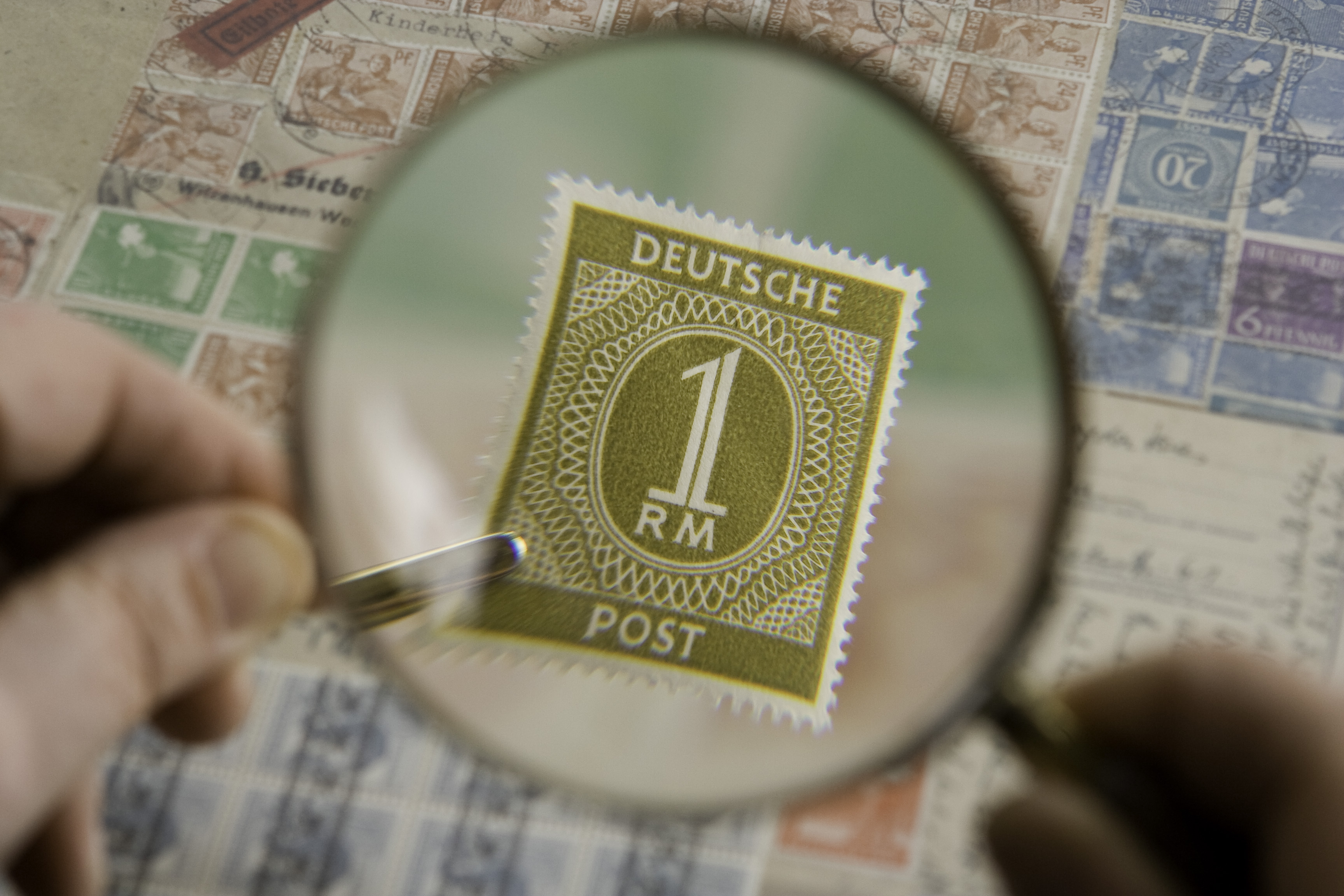
Lupa

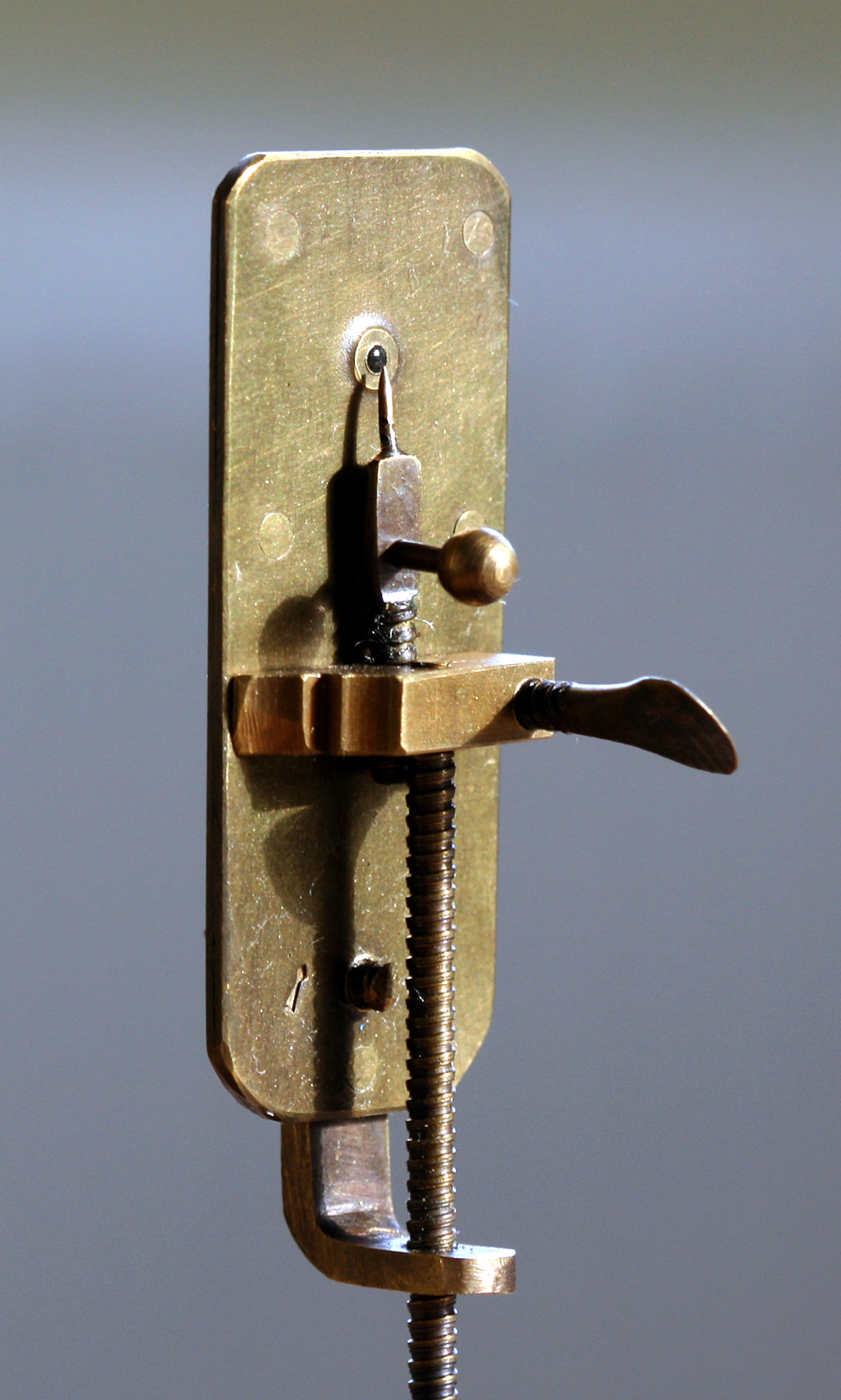
Microscopi simple de Leeuwenhoek. La mostra es col·locava en la punta del cargol, davant l'única lent, la qual destaca pel seu petit diàmetre.

Una lupa és un instrument òptic compost d'una lent convergent que augmenta la mida aparent dels objectes i permet copsar-ne millor els detalls. La seva capacitat d'augment és limitada i per a augments majors es solen fer servir microscopis, telemiroscopis o lupes binoculars. Un microscopi simple o lupa és un instrument que només utilitza una lent convergent. L'objecte a observar es col·loca entre el focus i la superfície de la lent, donant una imatge: virtual, dreta i augmentada. L'holandès Anton van Leeuwenhoek, va construir sistemes microscòpics simples molt eficaços basant-se en una sola lent. Aquests microscopis no patien les aberracions que limitaven tant l'eficàcia del primers microscopis compostos, com els que feia servir Robert Hooke, i produïen una ampliació de 300 vegades; gràcies a això Leeuwenhoek va ser capaç de descriure per primera vegada els bacteris.

## Príncep de Viana
En Bofarull va trobar una referència que parla d'una lupa Stanhope:. "Item una peça de cristall de largaria de mig palm damplaria de tres dits redo a cascun cap."